# Saint-Calais-du-Désert
Saint-Calais-du-Désert é uma comuna francesa na região administrativa da Pays de la Loire, no departamento de Mayenne. Estende-se por uma área de 17,2 km². Em 2010 a comuna tinha 399 habitantes (densidade: 23,2 hab./km²).